# Governo João Goulart
Governo João Goulart corresponde ao período da história política brasileira quando João Goulart se torna o 24º presidente do Brasil, que se inicia em 8 de setembro de 1961, após a renúncia de Jânio Quadros, em 25 de agosto, enquanto ele estava em visita oficial a República Popular da China, o que gerou uma crise político-militar, que motivou a Campanha da Legalidade, liderada por seu cunhado e governador do Rio Grande do Sul, Leonel Brizola, resultando em um acordo para que Jango assumisse a presidência em um regime parlamentarista, situação que durou até janeiro de 1963, quando um referendo rejeitou o parlamentarismo.
João Goulart foi eleito vice-presidente após a eleição presidencial de 1960, seu governo foi marcado pelo curto e único período parlamentarista da republica, uma crise econômica e alta inflação, a discussão sobre as reformas de base, o Comício da Central, o Plano Trienal e a crescente tensão com militares que culminou no Golpe de Estado de 1964.
No seu mandato, o PIB brasileiro cresceu em média 3,6% ao ano.

## Eleição presidencial de 1960
A morte de Getúlio Vargas havia causado transtornos na sucessão presidencial. O vice-presidente Café Filho assumiu o cargo e devido aos problemas de saúde precisou ser substituído. Primeiro foi sucedido pelo presidente da Câmara dos Deputados, Carlos Luz. No entanto, o ministro da Guerra, marechal Henrique Lott, destituiu-o, pois considerou Carlos Luz uma ameaça à sucessão presidencial de Juscelino. Desse modo, assumiu o cargo, Nereu Ramos, que tentou assegurar a Café Filho a restituição do cargo. Contudo, Lott inviabilizou o retorno de Café Filho. Nereu Ramos governou até a tomada de posse de Juscelino Kubitschek na presidência e João Goulart na vice-presidência da República, em 31 de janeiro de 1956.
Pela fraqueza eleitoral de Lott, apareceu a chapa informal "Jan-Jan", ou "Jânio-Jango". Devido a ameaças de Jânio de desistir da candidatura e boatos de que Brizola daria um golpe de estado, a FAB tentou investir contra as instituições no episódio conhecido como Revolta de Aragarças, que não obteve adesões e os oficiais saíram em exílio ao exterior; Goulart acaba vencendo com 4.547.010 votos (41,63%).

## Presidência

### Posse

Posse de João Goulart como Presidente.

Em seu discurso de posse, fez um apelo à "união, democracia e reformas". Goulart assumiu o país numa crise militar, dívidas externas e internas e sem poder de realizar seus projetos reformistas, mas tendo maioria no Congresso Nacional, ele esperava ser bem-sucedido a partir de acordos, além de mostrar a inviabilidade do novo sistema de governo.

### Período parlamentarista
O primeiro gabinete, chamado de "Conciliação Nacional", foi nomeado dia 8 de setembro e tendo Tancredo Neves como primeiro-ministro. Em 26 de junho de 1962, o primeiro gabinete pediu demissão para concorrerem as eleições de outubro. Brochado da Rocha teve sua indicação como primeiro-ministro aprovada pelo Congresso Nacional no dia 10 de julho. Brochado renunciou e Hermes Lima foi empossado dia 19 de setembro de 1962.
Em 1962, o governo divulgou o Plano Trienal, elaborado pelo economista Celso Furtado, para combater a inflação e promover o desenvolvimento econômico. O Plano Trienal falhou, após enfrentar forte oposição, e o governo brasileiro viu-se obrigado a negociar empréstimos com o Fundo Monetário Internacional, o que exigia cortes significativos nos investimentos.
Em agosto de 1962, João Goulart sancionou a Lei 4 130, que no seu artigo 2º, eliminou a idade mínima para se aposentar. Até o governo de Jango exigia-se idade de 55 anos para aposentadoria. A exigência de idade mínima só seria restabelecida em 2019 por conta da Reforma da Previdência Social no Brasil.
Nesse período, foi convocado um referendo sobre a manutenção do parlamentarismo ou o retorno ao presidencialismo para 6 de janeiro de 1963. O parlamentarismo foi amplamente rejeitado, graças a uma forte campanha publicitária promovida pelo governo.

## Reformas de base
A economia continuava com uma taxa inflacionária elevada. Com San Tiago Dantas, como ministro da Fazenda, e Celso Furtado, no Planejamento, lançou-se o Plano Trienal, um programa que incluía uma série de reformas institucionais que atuavam sobre os problemas estruturais do país. Entre as medidas, previa-se o controle do déficit público e, ao mesmo tempo, a manutenção da política desenvolvimentista com captação de recursos externos para a realização das chamadas reformas de base - medidas econômicas e sociais de caráter nacionalista, que previam uma maior intervenção do Estado na economia.
Nessa ampla denominação de reformas de base, incluíam-se as reformas bancária, fiscal, urbana, eleitoral, agrária e educacional. Defendia-se também o direito de voto para os analfabetos e para os militares de patentes subalternas. Além disso, eram propostas medidas de corte nacionalista, com maior intervenção do Estado na vida econômica e maior controle dos investimentos estrangeiros no país, mediante a regulamentação das remessas de lucros para o exterior. No que se refere a essas reformas, destacaram-se no governo João Goulart as seguintes medidas:
- Reforma agrária - Consistia em promover a democratização da terra, paralelamente à promulgação do Estatuto do Trabalhador Rural, estendendo ao campo os principais direitos dos trabalhadores urbanos. Nessa área, havia um decreto que previa a desapropriação das áreas rurais inexploradas ou exploradas contrariamente à função social da propriedade, situadas às margens dos eixos rodoviários e ferroviários federais e as terras beneficiadas ou recuperadas por investimentos da União em obras de irrigação, drenagem e açudagem. No entanto, a implementação da reforma agrária exigia mudança constitucional, já que o governo pretendia que as indenizações aos proprietários fossem pagas com títulos da dívida pública, enquanto a Constituição previa indenização paga previamente e em dinheiro;
- Reforma educacional: visava a valorização do magistério e do ensino público em todos os níveis, o combate o analfabetismo com a multiplicação nacional das pioneiras experiências do Método Paulo Freire. O governo também se propunha a realizar uma reforma universitária, com abolição da cátedra vitalícia;
- Reforma fiscal - Tinha como objetivo promover a justiça fiscal e aumentar a capacidade de arrecadação do Estado. Além disso, pretendia-se limitar a remessa de lucros para o exterior, sobretudo por parte das empresas multinacionais, o que foi feito através do decreto nº 53 451/64;[14]
- Reforma eleitoral: consistia, basicamente, na extensão do direito de voto aos analfabetos e aos militares de baixa patente. Previa-se também a legalização do Partido Comunista Brasileiro;
- Reforma urbana, entendida como conjunto de medidas do Estado, "visando à justa utilização do solo urbano, à ordenação e ao equipamento das aglomerações urbanas e ao fornecimento de habitação condigna a todas as famílias". O projeto foi elaborado principalmente por urbanistas ligados ao IAB;
- Reforma bancária: com o objetivo de ampliar o acesso ao crédito pelos produtores.[15]

## Política interna

### Relação com as forças armadas
Ao longo do ano de 1963, cresceu a politização entre os setores da baixa hierarquia das Forças Armadas (sargentos, cabos, soldados e marinheiros). Em 12 de setembro de 1963, irrompeu em Brasília uma rebelião de sargentos da Aeronáutica e da Marinha, inconformados com a decisão do Supremo Tribunal Federal, baseada na Constituição vigente, de não reconhecer a elegibilidade dos sargentos para o Legislativo. O movimento foi facilmente debelado, mas a posição de neutralidade adotada por Jango diante do movimento desagradou grande parte da oficialidade militar, preocupada com a quebra dos princípios de hierarquia e disciplina das Forças Armadas.
Intensificaram-se suspeitas de que estivesse em preparação um golpe de Estado, de orientação esquerdista, apoiado por cabos e sargentos. Ao mesmo tempo, fortalecia-se a posição dos oficiais generais que, em 1961, haviam sido contra a posse de João Goulart como presidente. Mesmo os chamados legalistas estavam inquietos. Ainda em setembro, o general Peri Bevilaqua, comandante do II Exército, que fora um dos apoiadores da Campanha da Legalidade, divulgou ordem-do-dia contra a rebelião dos sargentos, denunciando a infiltração esquerdista e a atuação política do Comando Geral dos Trabalhadores nos quartéis. Na sequência, o general foi exonerado do comando.
Em outubro, uma entrevista concedida pelo governador do Estado da Guanabara, Carlos Lacerda, ao jornal Los Angeles Times tem forte repercussão. Na reportagem, Lacerda atacava violentamente o presidente da República e criticava também os chefes militares. A situação política do país é tensa. Os ministros militares solicitam ao presidente a decretação de estado de sítio.

### Relação com o congresso
A oposição acusava o presidente de desrespeito à ordem constitucional, pois o Congresso não havia aprovado a proposta do governo de alteração na forma de pagamento das indenizações aos proprietários. Carlos Lacerda, então governador da Guanabara, chamou-o de "subversivo".

### Comício da Central

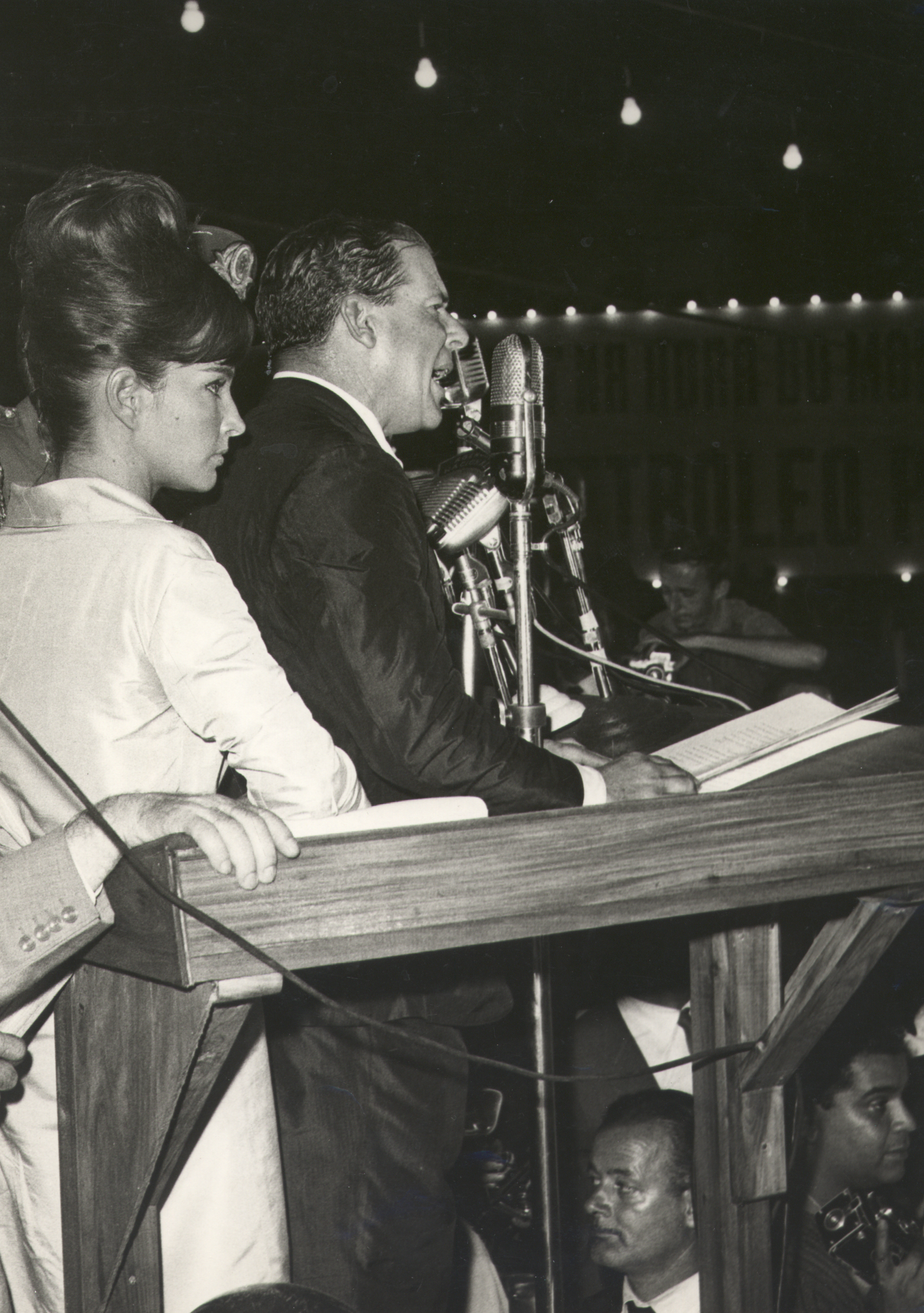
João Goulart e Maria Thereza Goulart no Comício da Central.

Desgastado com a crise econômica e com a oposição de militares, o presidente procurou fortalecer-se, participando de manifestações e comícios que defendiam suas propostas. A manifestação mais importante ocorreu no dia 13 de março de 1964, em frente ao Edifício Central do Brasil, sede da Estrada de Ferro Central do Brasil. O Comício da Central, como ficou conhecido, reuniu cerca de 150 mil pessoas, incluindo sindicatos, associações de servidores públicos e estudantes. Os discursos pregavam o fim da política conciliadora do presidente, com apoio de setores conservadores que, naquele momento, bloqueavam as reformas no Congresso.
Em seu discurso, Goulart anunciou uma série de medidas que estavam no embrião das reformas de base; defendeu a reforma da Constituição para ampliar o direito de voto a analfabetos e militares de baixa patente; e criticou seus opositores que, segundo ele, sob a máscara de democratas, estariam a serviço de grandes companhias internacionais e contra o povo. Jango anunciou que tinha assinado um decreto encampando as refinarias de petróleo privadas e outro desapropriando terras às margens de ferrovias e rodovias federais.

### Outras medidas
O decreto da Superintendência de Política Agrária (SUPRA), assinado no comício da Central do Brasil, em 13 de março de 1964, provocou forte reação nos setores mais conservadores e contribuiu para a derrubada de João Goulart. O decreto nº 53.700, de 13 de março de 1964 foi depois revogado por Ranieri Mazzilli, em 13 de abril de 1964.

## Política externa

### Crise dos mísseis de Cuba
Em outubro de 1962, durante a crise dos mísseis de Cuba, Kennedy enviou uma carta à Goulart propondo a participação dos militares brasileiros na possível invasão da ilha. Em resposta, Jango demonstrou-se contrário, afirmando que o país se opunha a este plano e era a favor da autodeterminação dos povos. Em carta resposta afirmou que "nunca reconheceremos a guerra como instrumento capaz de resolver conflitos entre nações" e enviou uma carta à Fidel Castro com as mesmas preocupações do governo estadunidense, mas se colocando contra a invasão. Com essa posição, Kennedy passou a desenvolver uma hostilidade pessoal contra Goulart e passou a acreditar que o presidente brasileiro era uma ameaça contra a segurança dos Estados Unidos.

### Estados Unidos

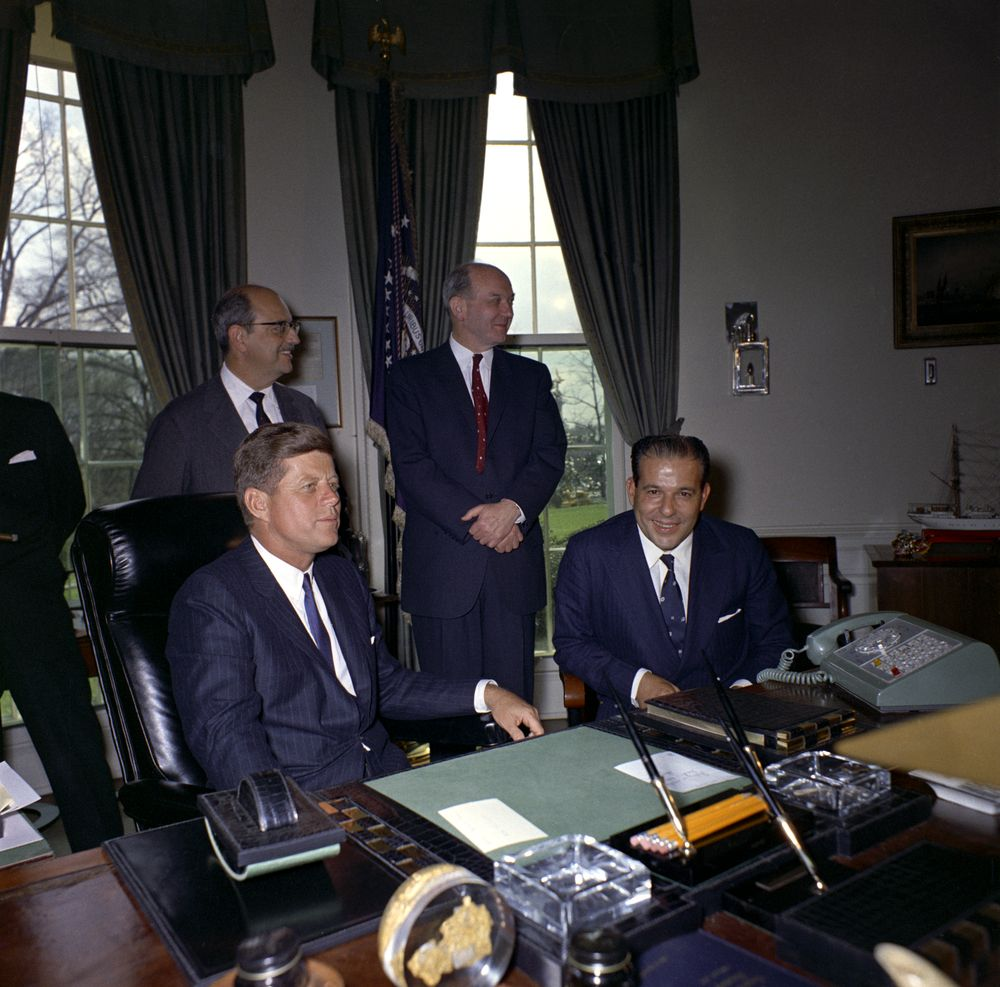
Goulart e Kennedy no Salão Oval em 1962.

As relações entre Brasil e Estados Unidos no governo João Goulart gradativamente deterioraram, culminando no apoio americano à destituição do presidente brasileiro no golpe de Estado em 1964. Embora a dinâmica da crise tenha sido principalmente brasileira, ações americanas progressivamente aumentaram as chances de ocorrência e sucesso de uma rebelião contra o governo. Historiadores divergem sobre a inevitabilidade de um choque entre as administrações de Goulart e John F. Kennedy/Lyndon B. Johnson, a importância relativa dos pontos de atrito e o momento em que o governo americano decidiu apoiar a deposição do brasileiro — mais cedo, como em 1962, ou mais tarde, somente em 1963.
Jango tomou posse já tendo desconfiança dos americanos em virtude de suas ligações com a esquerda radical nos sindicatos, embora não fosse considerado comunista. Ainda assim, o ano de 1962 não começou negativo, e Goulart conseguiu uma boa relação com o presidente Kennedy. Os pontos de atrito foram vários. No plano internacional o governo brasileiro deu continuidade à Política Externa Independente, expandindo seus vínculos para fora do bloco ocidental e discordando em parte das propostas americanas contra Cuba. Internamente, não dava tanta atenção à estabilização econômica e limitou a remessa de lucros das empresas americanas no Brasil. Em 1963 fez concessões e uma tentativa de estabilização, o Plano Trienal, mas não encontrou o apoio americano necessário para seu sucesso e endureceu sua posição com os EUA. Em Washington também havia preocupação com forças de esquerda como o governador Leonel Brizola, que encampou subsidiárias de empresas americanas, e as Ligas Camponesas.
Os EUA usaram diversos instrumentos para alterar o curso do governo brasileiro e, posteriormente, para enfraquecê-lo. A visita de Kennedy ao Brasil foi sucessivamente adiada, enquanto candidatos oposicionistas receberam milhões de dólares nas eleições de 1962 e a assistência econômica foi redirecionada aos governos estaduais oposicionistas, as “ilhas de sanidade administrativa”. A Embaixada dos EUA no Brasil, sob Lincoln Gordon, envolveu-se nos assuntos internos brasileiros. A importante liberação de crédito foi dificultada, diferente da atitude tomada para o governo anterior de Jânio Quadros. Por fim, o governo americano procurou aliados entre os militares brasileiros que já conspiravam para um golpe de Estado e ofereceu apoio às suas operações militares na forma da operação Brother Sam. Ela nunca chegou ao Brasil devido à rápida deposição de Goulart iniciada em 31 de março de 1964, mas a retirada do presidente foi em parte devido ao conhecimento de que o Departamento de Estado americano reconheceria um governo paralelo organizado pelos insurretos. O regime militar foi rapidamente reconhecida, e os EUA agiram diplomaticamente para facilitar seu reconhecimento por outros países.

## Queda

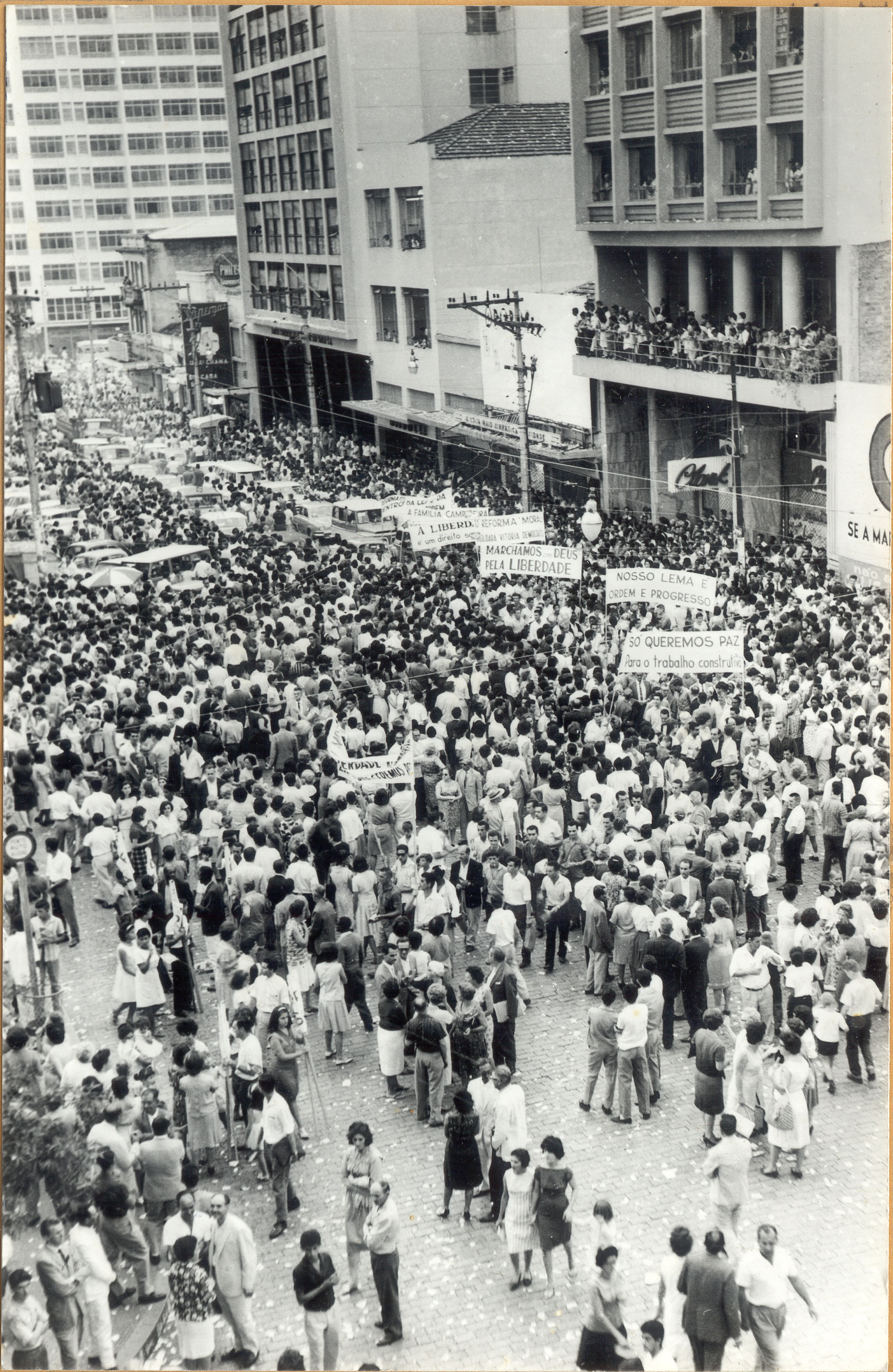
Marcha da Família com Deus pela Liberdade.

Em 19 de março, em São Paulo, foi organizada a Marcha da Família com Deus pela Liberdade, cujo objetivo era mobilizar a opinião pública contra o governo de Jango e a política que, segundo eles, culminaria com a implantação de um regime totalitário comunista no Brasil.
Em 20 de março de 1964, o general Humberto Castelo Branco, chefe do Estado-Maior do Exército, envia uma circular reservada aos oficiais do Exército, advertindo contra os perigos do comunismo. No dia 28 de março, irrompe a revolta dos marinheiros e fuzileiros navais no Rio. Goulart recusou-se a punir os insubmissos concentrados na sede do Sindicato dos Metalúrgicos, o que provocou a indignação dos oficiais da Marinha. No dia 30 de março, Jango compareceu, como convidado de honra, a uma festa promovida pela Associação dos Sargentos e Suboficiais da Polícia Militar, na sede do Automóvel Clube do Brasil. Na ocasião, pronúncia um discurso em que denuncia a existência de uma poderosa campanha contra o governo.

### Golpe militar de 1964
Logo após a Revolta dos Marinheiros de 1964, de 25 a 27 de março daquele ano - que, para os militares, representou uma quebra da hierarquia - e o forte discurso no Automóvel Clube do Brasil, na reunião da Associação dos Sargentos e Suboficiais da Polícia Militar, o general Olímpio Mourão Filho iniciou em 31 de março, a movimentação de tropas de Juiz de Fora em direção ao Rio de Janeiro. Este foi o primeiro ato dos militares que culminaria no golpe de Estado de 1964 que depôs o presidente João Goulart.
Na madrugada do dia 1.º de abril, Jango voltou para Porto Alegre e foi para a casa do comandante do III Exército, escoltado pela companhia de guarda. Reuniu-se com Brizola e, após ficar sabendo de uma série de más notícias, teve uma crise de choro. Brizola sugeriu um novo movimento de resistência, mas Goulart não acatou para evitar "derramamento de sangue" (uma guerra civil). De lá, ele voou com o general Assis Brasil para a Fazenda Rancho Grande, em São Borja, onde estavam sua mulher e filhos. Com eles, tomou um avião rumo a um rancho às margens do rio Uruguai. Aconselhado por Assis Brasil, Jango traçou o caminho de fuga do Rio Grande do Sul e escreveu uma nota ao governo uruguaio pedindo asilo.
No dia 2 de abril, apesar de Jango ainda se encontrar em território nacional, o Congresso Nacional declarou a vacância da Presidência da República, entregando o cargo de chefe da nação novamente ao presidente da Câmara dos Deputados, Ranieri Mazzilli. No dia 10 de abril, João Goulart teve seus direitos políticos cassados por dez anos, após a publicação do Ato Institucional Número Um (AI-1).